# Giavera del Montello
Giavera del Montello is een gemeente in de Italiaanse provincie Treviso (regio Veneto) en telt 4800 inwoners (31-12-2004). De oppervlakte bedraagt 19,9 km², de bevolkingsdichtheid is 241 inwoners per km².
De volgende frazioni maken deel uit van de gemeente: Cusignana, Santi Angeli.

## Demografie
Giavera del Montello telt ongeveer 1765 huishoudens. Het aantal inwoners steeg in de periode 1991-2001 met 13,5% volgens cijfers uit de tienjaarlijkse volkstellingen van ISTAT.
| Jaar | Inwoneraantal |
| ---- | ------------- |
| 1991 | 3806          |
| 2001 | 4318          |

## Geografie
Giavera del Montello grenst aan de volgende gemeenten: Arcade, Nervesa della Battaglia, Povegliano, Sernaglia della Battaglia, Volpago del Montello.

## Sport
In 1985 werden in Giavara del Montello de Wereldkampioenschappen wielrennen georganiseerd. De Nederlander Joop Zoetemelk won er de wegwedstrijd voor beroepsrenners.